# Seiji Shirai
Seiji Shirai (japanska: 白井晟一?, Shirai Seiji), är en japansk astronom.
Minor Planet Center listar honom som S. Shirai och som upptäckare av 3 asteroider.

## Asteroider upptäckta av Seiji Shirai
| (6833) 1993 FC1 [A]                        | 19 mars 1993   |
| (9976) 1993 TQ [A]                         | 9 oktober 1993 |
| (12344) 1993 FB1 [A]                       | 18 mars 1993   |
| Upptäckt tillsammans med: A Shuji Hayakawa |                |